# ヒラム
ヒラムは、旧約聖書に登場する港湾都市ティルス（現レバノン）の王(在位：紀元前969年 – 936年）。フラムともいわれる。

## 略歴
ヒラムはイスラエルに対して友好的で、ダビデ王の王宮建造にあたっては古代から有名だったレバノン杉や木工・石工の職人を派遣した。
ダビデの後をソロモンが継いだあとも友好関係は続いた。ソロモンがエルサレム神殿建築を行ったときも、ヒラムはソロモンの要請にこたえて大量のレバノン杉と糸杉を供給している。ヒラムは見返りにソロモンから小麦とオリーブ油を受け取った。ソロモンとヒラムは共同で海上交易も行っている。
また、ヒラムという王と同じ名前の青銅職人のヒラム・アビフがティルスから派遣され、ソロモンの神殿建築に際して青銅工芸の技術によって貢献した。

## フリーメイソンのヒラム伝説
フリーメイソンでは、青銅職人のヒラムは単なる青銅職人ではなく、エルサレム神殿建築を指揮した親方とされている。
ある時、ヒラム（ヒラム・アビフ）の技の秘密を無理矢理聞き出そうと、3人の職人(ジュベラ、ジュベロ、ジュベルム)がヒラムに迫った。ヒラムは断ったので、3人はヒラムを殺し、遺体を埋めてアカシアの葉で目印を付け、逃亡した。ヒラムの行方不明を聞いたソロモン王が、人をやって捜索させると、地面から出たアカシアの葉から、ヒラムの遺体が発見された。これが証拠となり、3人の下手人は処刑されたという。
フリーメイソンの儀式では、親方階級に昇進する際、志願者をヒラムに見立て、その殺される顛末を疑似体験させるという。しかる後、志願者は親方として“蘇生”するのだという。
このフリーメイソンのヒラム伝説におけるヒラムは、イエス＝キリストに相当する存在である。